# معركة طولكرم (1918)
معركة طولكرم هي إحدى معارك الحرب العالمية الأولى، وقد وقعت في مدينة طولكرم الفلسطينية بين الإمبراطورية البريطانية والتي تضم المملكة المتحدة ونيوزيلندا والهند وأستراليا، وبين الإمبراطورية الألمانية والإمبراطورية العثمانية. جرت المعركة في مدينة طولكرم والتي تضم مقر قيادة الجيش العثماني الثامن.

## التاريخ
وقعت المعركة بتاريخ 19 سبتمبر 1918 في مدينة طولكرم الفلسطينية ذات الثقل السياسي والعسكري الكبير لدى الإمبراطوريتين العثمانية والألمانية، حيث كانت المدينة تضم حينها مقر وقيادة الجيش العثماني الثامن، وكان من أهم مواقع الجيش العثماني الثامن في المدينة كل من معسكر الفاضلية، ومعسكر محطة قطار طولكرم، ومبنى «السرايا العثمانية» وهو مبنى قيادة الجيش، وقد كانت قيادة الجيش تقيم في هذا المبنى وعلى رأسهم قادة الجيش كريس فون كرسنشتاين وجواد تشوبانلي.

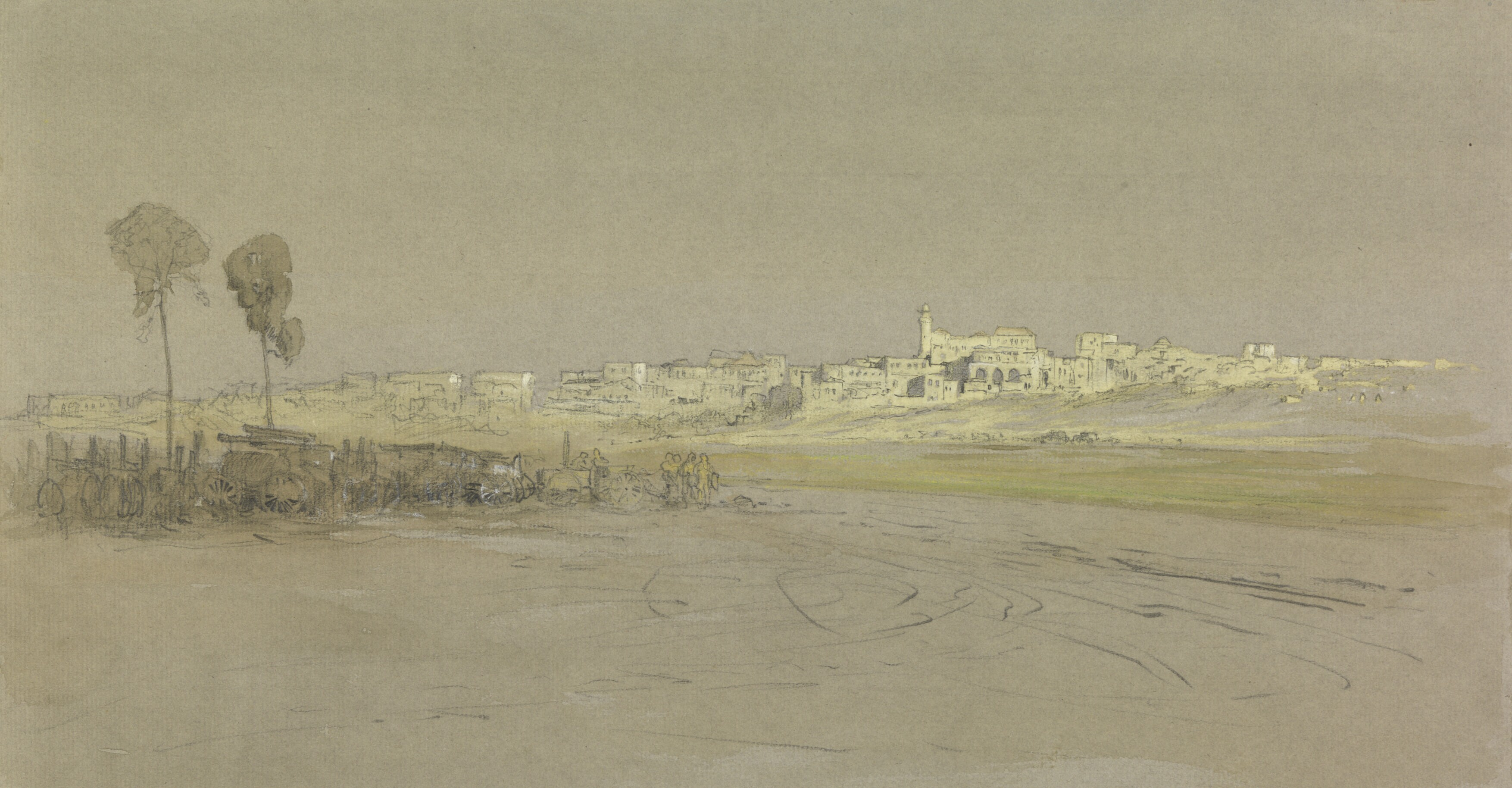
صورة بريطانية لمدينة طولكرم خلال الحرب العالمية الأولى

## بداية المعركة
بدأت المعركة بقيام الإمبراطورية البريطانية وحلفاؤها بمهاجمة كل من مبنى السرايا العثمانية وسط المدينة ومحطة القطار، جوًا وبرًا. وقد نجحت الإمبراطورية البريطانية وحلفاؤها في السيطرة على مبنى السرايا والمحطة بشكل كامل، وسقط على إثر ذلك عشرات القتلى والجرحى.

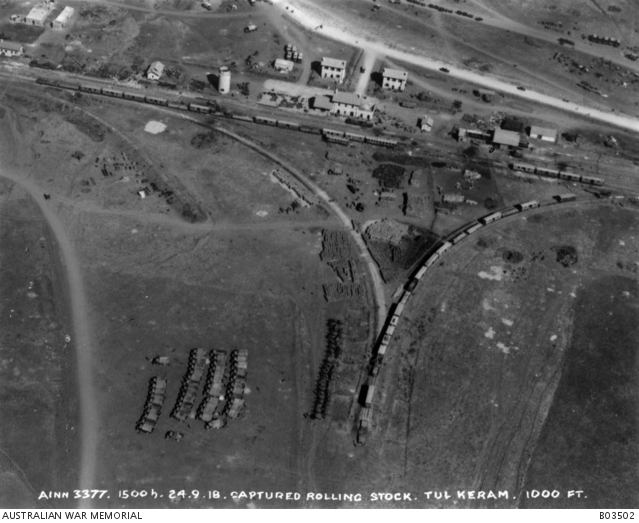
صورة أسترالية جوية بتاريخ 24 سبتمبر 1918 لمحطة قطار طولكرم عقب السيطرة عليها
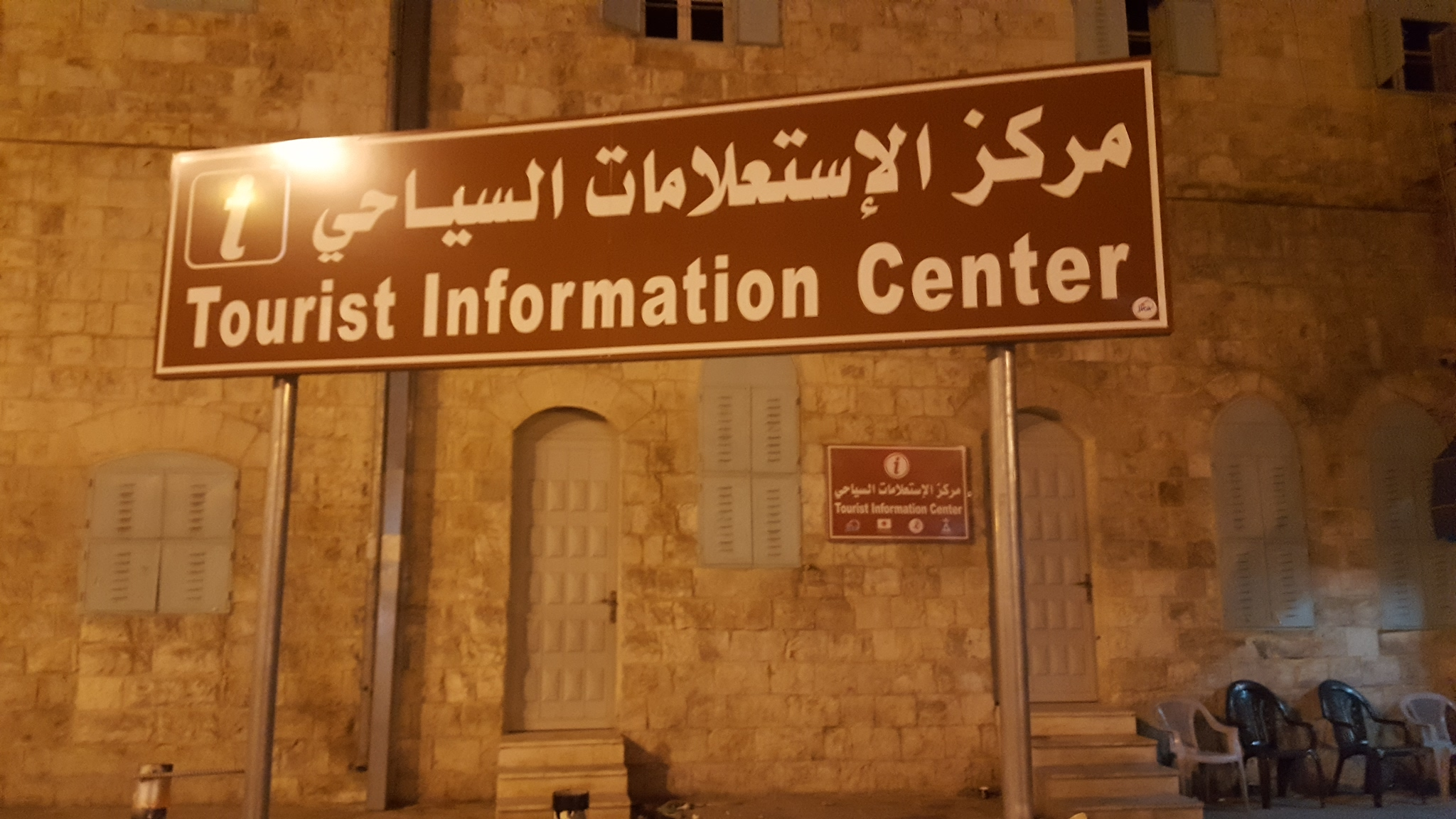
جانب من مبنى السرايا العثمانية وسط مدينة طولكرم اليوم
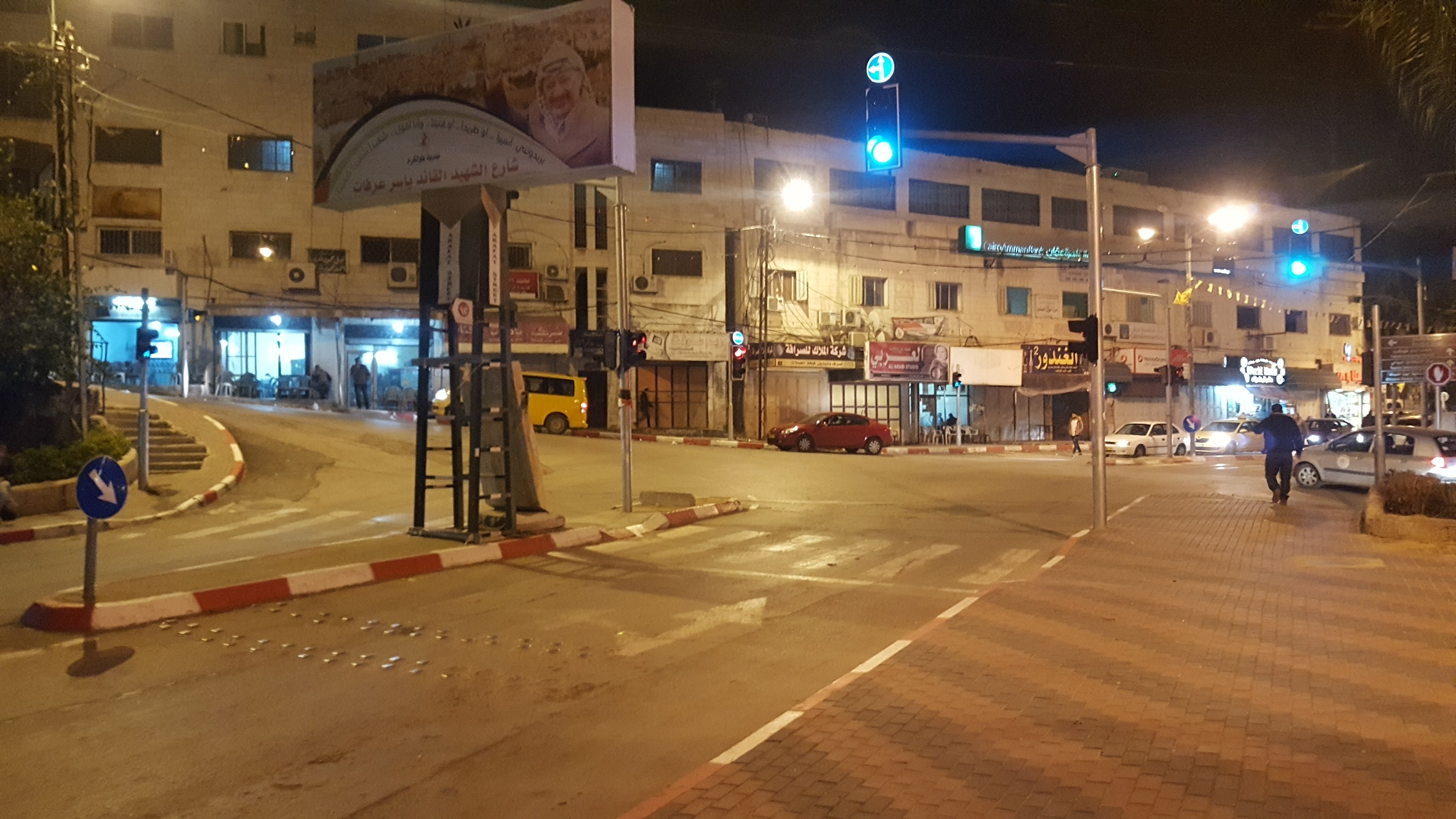
محيط مبنى السرايا العثمانية بالمدينة اليوم

## نتائج المعركة
كان من أبرز نتائج معركة طولكرم استيلاء القوات البريطانية والأسترالية والهندية والنيوزيلاندية على كامل مدينة طولكرم، وهزيمة الإمبراطوريتين العثمانية والألمانية في المنطقة، وقد قتل في المعركة عدد كبير من الجنود من مختلف الجنسيات المشاركة، وأقيمت لهم مقبرة خاصة في المدينة عرفت باسم "مقبرة حرب طولكرم"، ودفنوا فيها.

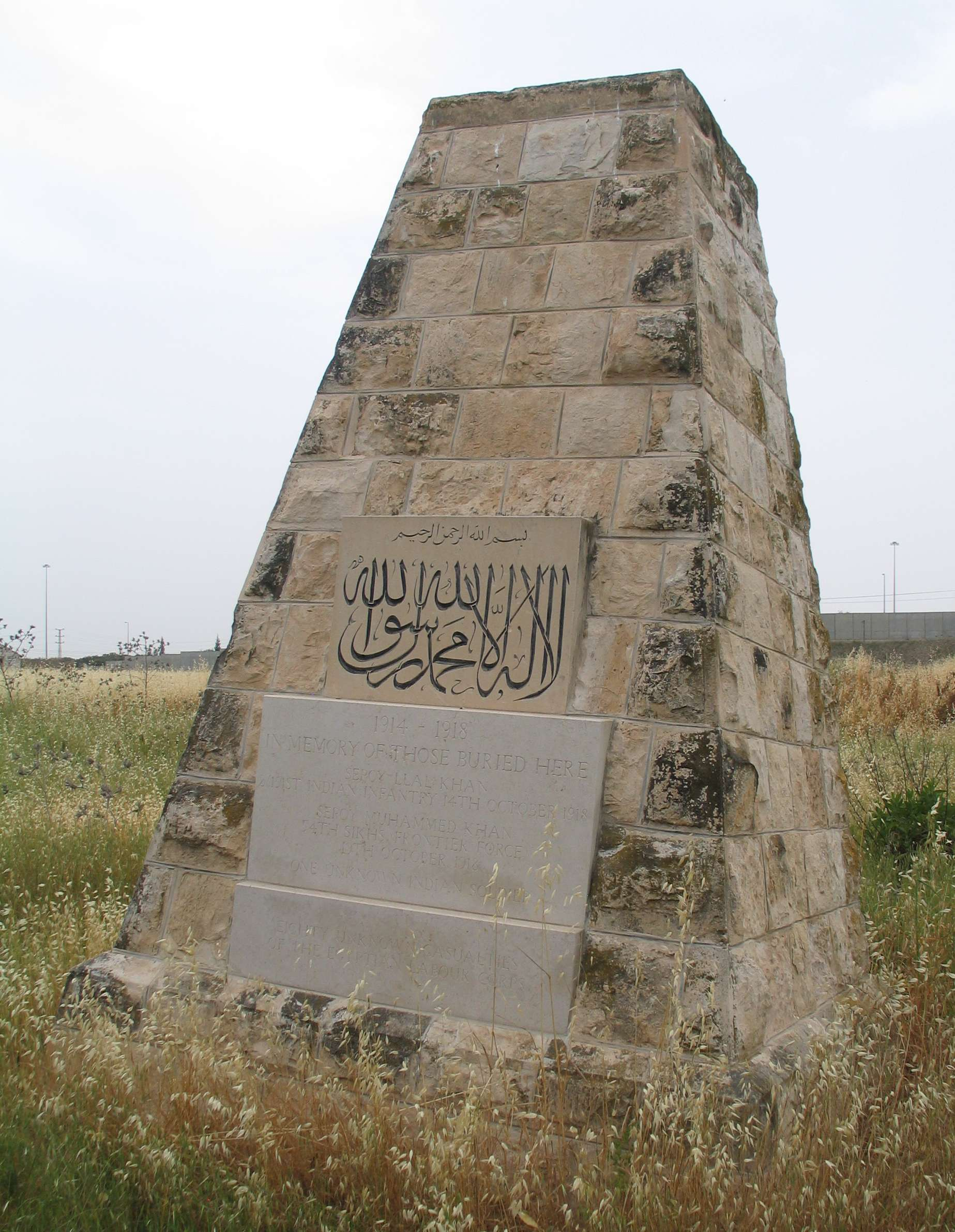
مقبرة الحرب العالمية الأولى في مدينة طولكرم والنصب التذكاري
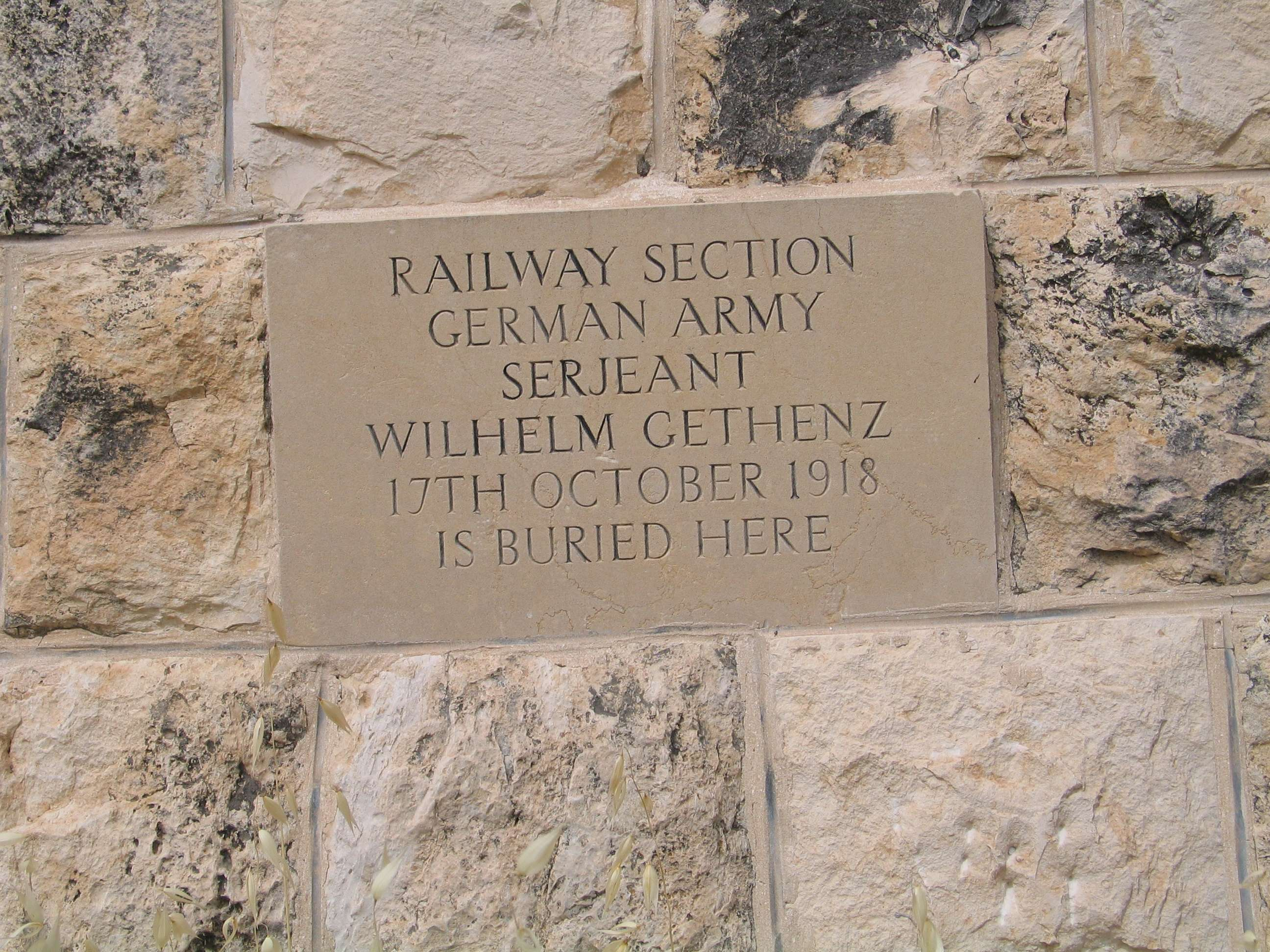
زاوية دفن الجنود الألمان في المقبرة
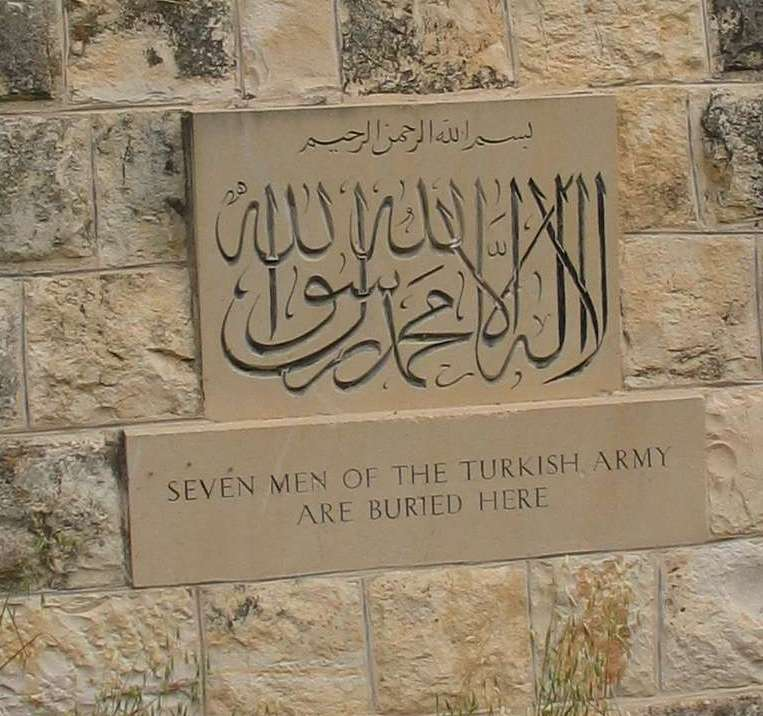
زاوية دفن الجنود الأتراك في المقبرة
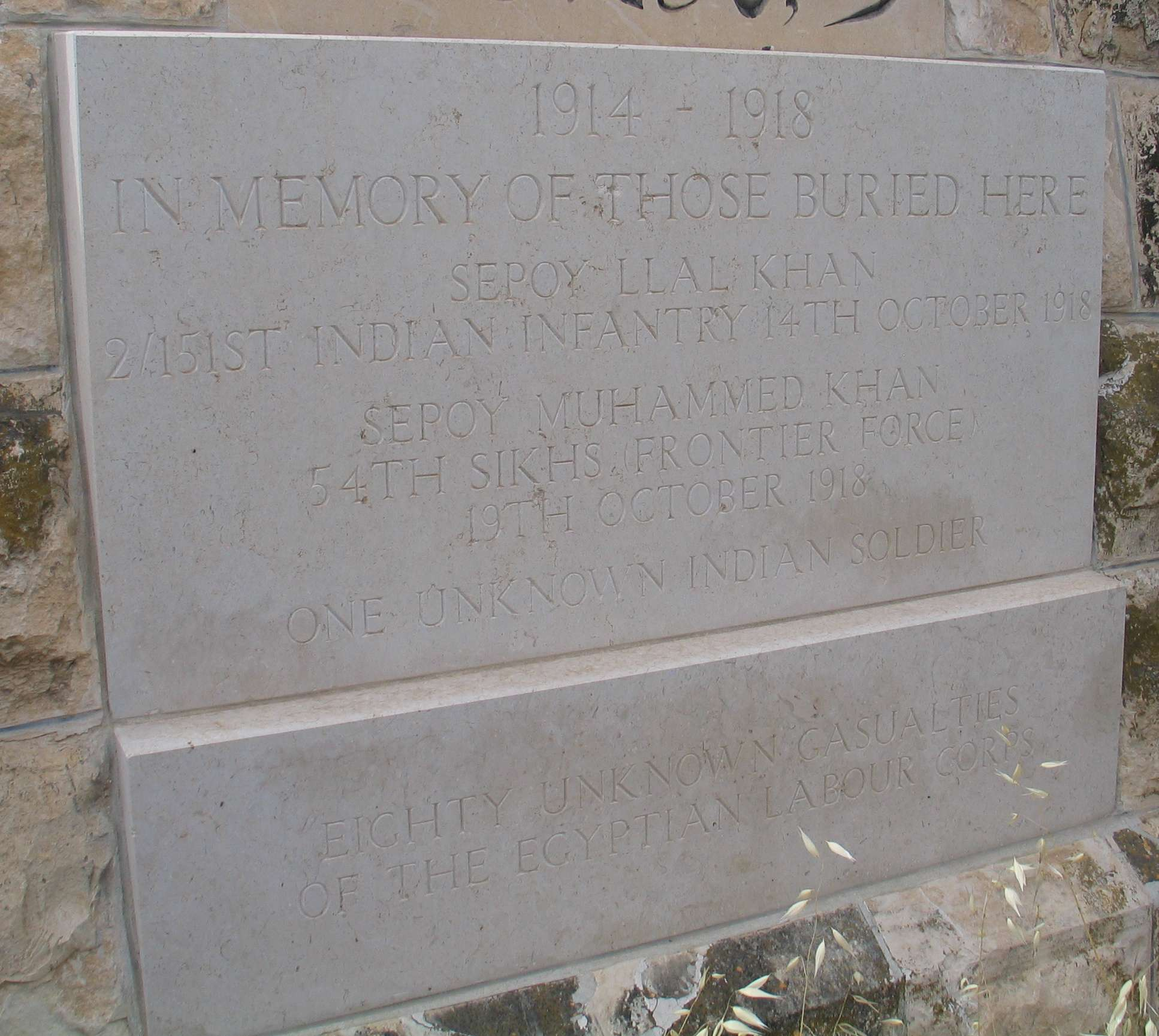
زاوية دفن جنود الهند ومصر في المقبرة